# Зубна щітка

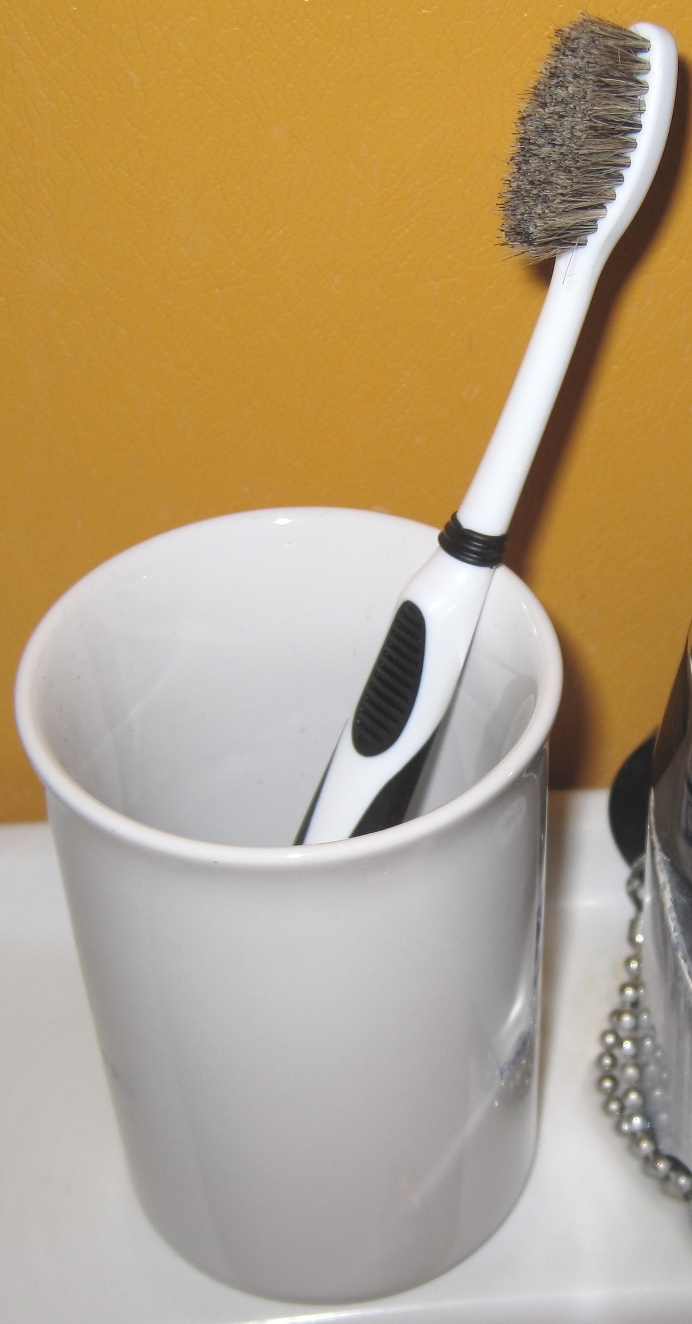

Зубна́ щі́тка — пристосування для чищення зубів і масажу ясен. Як правило, застосовується з використанням зубної пасти. Сучасні зубні щітки різноманітні за формою. Їх робоча поверхня складається з синтетичного або натурального волокна різного розміру і жорсткості. Також випускаються електричні зубні щітки.

## Історія
Гігієна рота має велику історію, що підтверджено археологічними розкопками, в процесі яких були виявлені різні пристосування для чищення зубів (зубочистки і т. ін.). У ісламському світі здавна увійшов до вживання спеціальний корінь з дезинфікуючими властивостями. Він був введений у вживання Пророком Мухаммедом, завдяки чому чищення зубів в ісламських країнах це звичайна норма гігієни порожнини рота ось вже більше 14 століть. Це на 12-13 століть раніше виникнення цієї елементарної норми в Європі. У Київській Русі зуби чистили дубовими пензликами. І у наш час продаються такі «зубні щітки» з гілочок дерева «нім» і «арак»[прояснити]. Для чищення зубів досить зачистити гілочку від кори і пожувати. Розмочалені волокна з успіхом очищають зуби, а сік, що виділяється, має дезинфікуючу дію (вбиває до 80 % бактерій) і відмінно зміцнює зуби і ясна. На основі соку цього дерева навіть випускаються зубні пасти.
Виробництво зубних щіток розпочате в 1780 році англійцем Вільямом Едісом.
Перший патент на зубну щітку був отриманий американцем Уодсвортом в 1850 році, але масове виробництво в Америці почалося лише в 1885 році. У цих щіток руків'я було зроблене з кістки, а сама щітка була з щетини сибірського кабана. Це був не найкращий матеріал: щітка погано сохнула, крім того усередині натуральної щетини є порожнина і в ній можуть розмножуватися бактерії.
У 1938 році компанія DuPont уперше замінила тваринну щетину на синтетичні волокна з нейлону.
Перша електрична щітка була розроблена в 1939 році в Швейцарії, але почали продавати електричну щітку тільки в 1960-х під маркою Broxodent компанії Squibb Pharmaceutical. У 1961 General Electric виводить на ринок безпровідну електричну щітку із заряджанням і голівкою, що рухається вгору-вниз.
У 1987 році з'явилася перша обертова щітка для домашнього використання Interplak. Нині випускається безліч варіантів цієї моделі.
Деякі дослідження показали, що обертові щітки заганяють зубний наліт під ясна, так що доцільність і ефективність електричних щіток до кінця не доведена.

## У культурі
У січні 2003 року американці назвали зубну щітку винаходом номер один в списку винаходів, без яких вони не змогли б прожити, залишивши позаду автомобіль, персональний комп'ютер, мобільний телефон і мікрохвильову піч.